# Morti nel 2003/Aprile
| Questa pagina contiene informazioni ricavate automaticamente dalle voci biografiche con l'ausilio del template Bio e di un bot. L'aggiornamento è periodico e automatico e ricostruisce completamente la pagina. Se manca una persona in questa lista, sei pregato di non aggiungerla, ma accertati piuttosto che la sua voce biografica contenga il template Bio e che i dati anagrafici siano correttamente compilati. Se il template Bio manca, inseriscilo tu stesso o, in alternativa, metti l'avviso {{tmp\|Bio}} che ne segnala la mancanza. Se i dati riportati sono sbagliati, correggi direttamente la voce biografica; le modifiche saranno visibili in questa lista entro pochi giorni. Per chiarimenti vedi il progetto biografie. La lista contiene solo le 125 persone che sono citate nell'enciclopedia e per le quali è stato implementato correttamente il template Bio. Pagina aggiornata al 2 giu 2025. |

- 1º aprile - Leslie Cheung, attore e musicista hongkonghese (n. 1956)
- 1º aprile - Marcel Ernzer, ciclista su strada lussemburghese (n. 1926)
- 1º aprile - Jean-Yves Escoffier, direttore della fotografia francese (n. 1950)
- 1º aprile - Ed Kweller, cestista statunitense (n. 1915)
- 1º aprile - Mario López, poeta e pittore spagnolo (n. 1918)
- 1º aprile - Mendy Morein, cestista canadese (n. 1926)
- 1º aprile - Mutsuhiro Watanabe, militare giapponese (n. 1918)
- 2 aprile - Huguette Delavault, matematica e attivista francese (n. 1924)
- 2 aprile - Michael Wayne, produttore cinematografico e attore statunitense (n. 1934)
- 2 aprile - György Révész, regista e sceneggiatore ungherese (n. 1927)
- 2 aprile - Edwin Starr, cantante statunitense (n. 1942)
- 2 aprile - Sékou Touré, calciatore ivoriano (n. 1934)
- 4 aprile - Anthony Caruso, attore statunitense (n. 1916)
- 4 aprile - Helmut Knochen, militare tedesco (n. 1910)
- 5 aprile - Giovanni Dusi, scrittore e partigiano italiano (n. 1923)
- 5 aprile - Keizo Morishita, pittore giapponese (n. 1944)
- 5 aprile - Federico Pizarro, calciatore argentino (n. 1927)
- 6 aprile - Anita Borg, informatica statunitense (n. 1949)
- 6 aprile - Gerald Emmett Carter, cardinale e arcivescovo cattolico canadese (n. 1912)
- 6 aprile - Babatunde Olatunji, percussionista e musicista nigeriano (n. 1927)
- 7 aprile - David Greene, regista, produttore cinematografico e sceneggiatore britannico (n. 1921)
- 7 aprile - Iropa Maurice Kouandété, politico beninese (n. 1932)
- 7 aprile - Giuseppe Pressato, militare italiano (n. 1915)
- 8 aprile - Kathie Browne, attrice statunitense (n. 1929)
- 8 aprile - Vera Charitonova, cestista e allenatrice di pallacanestro sovietica (n. 1923)
- 8 aprile - José Couso, giornalista spagnolo (n. 1965)
- 8 aprile - Dee Gibson, cestista statunitense (n. 1923)
- 8 aprile - Franz Rosenthal, orientalista tedesco (n. 1914)
- 8 aprile - Bing Russell, attore e giocatore di baseball statunitense (n. 1926)
- 9 aprile - Cesare Baldini, karateka e arbitro di karate italiano (n. 1935)
- 9 aprile - Jorge Oteiza, scultore, saggista e poeta spagnolo (n. 1908)
- 9 aprile - Vera Zorina, ballerina e attrice tedesca (n. 1917)
- 10 aprile - Little Eva, cantante statunitense (n. 1943)
- 10 aprile - Robert Hoyt, giornalista statunitense (n. 1922)
- 10 aprile - Franco Scandurra, attore italiano (n. 1911)
- 10 aprile - Franco Valle, pugile italiano (n. 1940)
- 11 aprile - Cesco Giulio Baghino, giornalista e politico italiano (n. 1911)
- 11 aprile - Enrica Collotti Pischel, storica italiana (n. 1930)
- 11 aprile - Néstor Garay, attore argentino (n. 1931)
- 11 aprile - Joannes Gerardus ter Schure, vescovo cattolico olandese (n. 1922)
- 12 aprile - Sydney Lassick, attore statunitense (n. 1922)
- 13 aprile - Raúl Shaw Moreno, cantante e compositore boliviano (n. 1923)
- 13 aprile - Lino Paolo Suppressa, pittore italiano (n. 1915)
- 13 aprile - José Antonio Valverde, biologo, naturalista e ecologo spagnolo (n. 1926)
- 13 aprile - Majid bin 'Abd al-'Aziz Al Sa'ud, principe e politico saudita (n. 1938)
- 14 aprile - Addie McPhail, attrice statunitense (n. 1905)
- 14 aprile - Milla Sannoner, attrice italiana (n. 1938)
- 14 aprile - Vincenzo Traspedini, calciatore italiano (n. 1939)
- 15 aprile - Erin Fleming, attrice canadese (n. 1941)
- 15 aprile - Anna Tortora, autrice televisiva italiana (n. 1935)
- 16 aprile - Jack Donohue, allenatore di pallacanestro statunitense (n. 1931)
- 16 aprile - Isao Iwabuchi, calciatore giapponese (n. 1933)
- 16 aprile - Graham Jarvis, attore statunitense (n. 1930)
- 16 aprile - Lili Muráti, attrice ungherese (n. 1911)
- 16 aprile - Jewell Young, cestista statunitense (n. 1913)
- 17 aprile - Jean-Pierre Dogliani, allenatore di calcio e calciatore francese (n. 1942)
- 17 aprile - Frank Donovan, calciatore gallese (n. 1919)
- 17 aprile - Giuseppe Fiori, giornalista, scrittore e politico italiano (n. 1923)
- 17 aprile - John Paul Getty Jr., filantropo britannico (n. 1932)
- 17 aprile - Grazia Gresi, cantante italiana (n. 1920)
- 17 aprile - Earl King, cantante e chitarrista statunitense (n. 1934)
- 17 aprile - Kōji Kondō, calciatore giapponese (n. 1972)
- 17 aprile - Giannis Latsis, armatore greco (n. 1910)
- 17 aprile - Ronnie Shanklin, giocatore di football americano statunitense (n. 1948)
- 18 aprile - Rudolf Brunnenmeier, calciatore tedesco (n. 1941)
- 18 aprile - Edgar F. Codd, informatico britannico (n. 1923)
- 18 aprile - Emil Vladimirovici Loteanu, regista sovietico (n. 1936)
- 18 aprile - Diego Ronchini, ciclista su strada italiano (n. 1935)
- 18 aprile - Juan Bautista Villalba, calciatore paraguaiano (n. 1924)
- 19 aprile - Cholly Atkins, ballerino statunitense (n. 1913)
- 19 aprile - Max Bozzoni, ballerino francese (n. 1917)
- 19 aprile - Armida Miserere, funzionaria italiana (n. 1956)
- 19 aprile - Aurelio Sabattani, cardinale e arcivescovo cattolico italiano (n. 1912)
- 20 aprile - Piero Corti, medico italiano (n. 1925)
- 20 aprile - Len Duquemin, calciatore inglese (n. 1924)
- 20 aprile - Teddy Edwards, sassofonista statunitense (n. 1924)
- 20 aprile - Renato Gavarini, tenore italiano (n. 1919)
- 20 aprile - Giorgio Guerrini, politico italiano (n. 1921)
- 20 aprile - Daijirō Katō, pilota motociclistico giapponese (n. 1976)
- 20 aprile - Bernard Katz, biologo tedesco (n. 1911)
- 20 aprile - Henri Lemaître, arcivescovo cattolico belga (n. 1921)
- 20 aprile - Fernando Malvezzi, militare e aviatore italiano (n. 1912)
- 20 aprile - Bertram Ross, ballerino e coreografo statunitense (n. 1920)
- 21 aprile - Adriano Cerquetti, avvocato e politico italiano (n. 1931)
- 21 aprile - Nina Simone, cantante e pianista statunitense (n. 1933)
- 22 aprile - Martha Griffiths, politica, avvocato e magistrato statunitense (n. 1912)
- 22 aprile - Andrea King, attrice statunitense (n. 1919)
- 22 aprile - Mike Larrabee, velocista statunitense (n. 1933)
- 22 aprile - Fred Schaub, calciatore tedesco (n. 1960)
- 22 aprile - Jurij Vojnov, calciatore e allenatore di calcio sovietico (n. 1931)
- 23 aprile - Anna Bonomi Bolchini, imprenditrice e filantropa italiana (n. 1910)
- 23 aprile - Jim Browne, cestista statunitense (n. 1930)
- 23 aprile - Remo Maggetti, cestista italiano (n. 1937)
- 23 aprile - Austin Wright, scrittore, critico letterario e saggista statunitense (n. 1922)
- 24 aprile - Gino Orlando, calciatore brasiliano (n. 1929)
- 24 aprile - Belus Smawley, cestista e allenatore di pallacanestro statunitense (n. 1918)
- 25 aprile - Viktor Bušuev, sollevatore sovietico (n. 1933)
- 25 aprile - Lynn Chadwick, scultore britannico (n. 1914)
- 25 aprile - Samson Kitur, velocista keniota (n. 1966)
- 25 aprile - Otmar Mäder, vescovo cattolico svizzero (n. 1921)
- 25 aprile - Jesse Nilsson, attore canadese (n. 1977)
- 25 aprile - Ettore Picutti, ingegnere e partigiano italiano (n. 1920)
- 25 aprile - Vernon Pugh, dirigente sportivo, rugbista a 15 e allenatore di rugby a 15 britannico (n. 1945)
- 25 aprile - Jaime Silva, calciatore colombiano (n. 1935)
- 26 aprile - Enzo Busca, militare, politico e dirigente pubblico italiano (n. 1915)
- 26 aprile - Tommaso Gismondi, scultore italiano (n. 1906)
- 26 aprile - Max Heral, sollevatore francese (n. 1926)
- 26 aprile - David Lavender, storico e scrittore statunitense (n. 1910)
- 26 aprile - Johnny Sebastian, cestista statunitense (n. 1921)
- 26 aprile - Peter Stone, drammaturgo, sceneggiatore e librettista statunitense (n. 1930)
- 26 aprile - Yuk U-dang, attivista sudcoreano (n. 1984)
- 27 aprile - Bernhard Baier, pallanuotista tedesco (n. 1912)
- 27 aprile - Tibor Kováč, calciatore slovacco (n. 1919)
- 27 aprile - Dariusz Marciniak, calciatore polacco (n. 1966)
- 27 aprile - Dorothee Sölle, teologa e scrittrice tedesca (n. 1929)
- 28 aprile - Ciccio Ingrassia, attore, comico e regista italiano (n. 1922)
- 28 aprile - Juha Tiainen, martellista finlandese (n. 1955)
- 28 aprile - Wanda Lima Bezerra, cestista brasiliana (n. 1927)
- 29 aprile - Janko Bobetko, generale croato (n. 1919)
- 30 aprile - Possum Bourne, pilota di rally neozelandese (n. 1956)
- 30 aprile - Francesca Calvo, politica italiana (n. 1949)
- 30 aprile - Antônio Aureliano Chaves de Mendonça, politico brasiliano (n. 1929)
- 30 aprile - Chris Crowe, calciatore inglese (n. 1939)
- 30 aprile - Vasile Deheleanu, calciatore rumeno (n. 1910)
- 30 aprile - Amílcar Mesa, cestista uruguaiano (n. 1913)